# Svenska mästerskapen i ju-jutsu 2008
Svenska mästerskapen i ju-jutsu 2008 avgjordes i Värnamo den 12 april 2008.
Arrangerande förening var  Värnamo ju-jutsuklubb. 

## Resultat
| Placering | Namn            | Klubb           |
| --------- | --------------- | --------------- |
| Guld      | Linda Lindström | Nacka Dojo      |
| Silver    | Norma Jansson   | Kraftverket JJA |

| Placering | Namn                     | Klubb       |
| --------- | ------------------------ | ----------- |
| Guld      | Jessica Tanzilli Jansson | Gävle JJ    |
| Silver    | Sara Svensson            | Nacka Dojo  |
| Brons     | Jenni Larsson            | JJK Samurai |

| Placering | Namn             | Klubb                |
| --------- | ---------------- | -------------------- |
| Guld      | Annika Lindström | Kraftverket JJA      |
| Silver    | Veronica Kumlin  | Linköpings Budoklubb |

| Placering | Namn          | Klubb           |
| --------- | ------------- | --------------- |
| Guld      | Patrik Fondin | Herrjunga SJJ   |
| Silver    | Karl Dahlgren | Kraftverket JJA |
| Brons     | Jonas Rosell  | Gävle JJ        |

| Placering | Namn         | Klubb                        |
| --------- | ------------ | ---------------------------- |
| Guld      | Henrik Svahn | IKSU SJJ                     |
| Silver    | Jonas Lund   | Karlstads kampsportsförening |
| Brons     | Simon Sköld  | Nacka Dojo                   |

| Placering | Namn             | Klubb                |
| --------- | ---------------- | -------------------- |
| Guld      | Johan Ingholt    | Nybro KC             |
| Silver    | Stefan Johansson | Linköpings Budoklubb |
| Brons     | Daniel Planhage  | IKSU SJJ             |

| Placering | Namn            | Klubb      |
| --------- | --------------- | ---------- |
| Guld      | Robin Holmqvist | Nacka Dojo |
| Silver    | Andy Gaugl      | Nacka Dojo |

| Placering | Namn                            | Klubb     |
| --------- | ------------------------------- | --------- |
| Guld      | Liza Karlsson / Jesper Kedjevåg | Växjö JJK |

## Medaljfördelning
| Nr | Klubb                        | Guld | Silver | Brons | Totalt |
| -- | ---------------------------- | ---- | ------ | ----- | ------ |
| 1  | Nacka JJK                    | 2    | 2      | 1     | 5      |
| 2  | Kraftverket JJA              | 1    | 2      | 0     | 3      |
| 3  | Gävle JJ                     | 1    | 0      | 1     | 2      |
| 3  | IKSU SJJ                     | 1    | 0      | 1     | 2      |
| 5  | Herrjunga SJJ                | 1    | 0      | 0     | 1      |
| 5  | Nybro KC                     | 1    | 0      | 0     | 1      |
| 5  | Växjö JJK                    | 1    | 0      | 0     | 1      |
| 8  | Linköpings Budoklubb         | 0    | 2      | 0     | 2      |
| 9  | Karlstads kampsportsförening | 0    | 1      | 0     | 1      |
| 10 | JJK Samurai                  | 0    | 0      | 1     | 1      |